# Categoría Primera A
Fútbol Profesional Colombiano care mai este cunoscută și ca Liga BetPlay Dimayor din motive de sponsorizare  este prima ligă de fotbal din Columbia .

## El Dorado 1940-1950
El dorado este o eră în fotbalul columbian dintre anii 1940-1950 când campionatul a fost deafiliat de la FIFA.Campionatul Columbian a trecut la profesionism în 1948.Dimayor  s-a despărțit de FIFA în urma unei dispute dintre cluburi și federația de amatori existentă.

## Finalul El Dorado
El Dorado s-a terminat la fel de repede cum a început când Alfredo Senior în 1950 a pus capăt nebuniei.FIFA a acceptat ca,Columbia să se reîntoarcă ppentru cinci ani.În schimb Alfredo Senior a fost ales în comitetul FIFA unde a rămas pentru trei ani.Alfredo Di Stefano și Hector Rial s-au transferat în Europa încheind El Dorado.

## Format

### Număr de echipe
- 1948 = 10
- 1949 = 14
- 1950 = 16
- 1951 = 18
- 1952 = 15
- 1953 = 12
- 1954–1955 = 10
- 1956 = 13
- 1957 = 12
- 1958 = 10
- 1959–1962 = 12
- 1963–1965 = 13
- 1966–1987 = 14
- 1988–1991 = 15
- 1992–2001 = 16
- 2002–2014 = 18
- 2015–prezent = 20

### Campionatul
În timpul meciurilor de campionat ,fiecare echipă joacă cu fiecare câte un meci,jucând unul în plus numai cu rivala din campionat.Clasamentul este la fel ca în Europa trei puncte la victorie unul la egal.Primele opt echipe trec în faza grupelor mai bine cunoscută ca Cuadrangulares.

### Faza grupelor
Cele opt echipe sunt apoi împărțite în două grupe de câte patru (echipe termină 1/3/5/7 în grupa 1, 2/4/6/8 în cealaltă),toate echipele joacă căte un meci acasă-deplasare cu fiecare echipă din grupa lui.Primele echipe din grupă avansează apoi în finală.

### Finala
Finala are două manșe.Echipa cu cel mai bun golaveraj după cele două meciuri este încoronată Campioană.Dacă meciurile se termină egal se trece direct la loviturile de penalti.Regula golului marcat în deplasare nu se folosește.

## Drepturi TV
Dreptul de a difuza meciurile din camppionat au fost câștigate la licitație de către RCN TV un alt canal care mai difuzează meciuri este Telemex care are un contract pe cinci ani semnat în 2006.

## Echipe actuale
| Campionat - Prima divizie columbiană Apertura 2009 I |              |                                 |         |                      |                          |
| Echipă                                               | Oraș         | Stadion                         | Fondată | Ultima dată campioni | Seazonul Apertura 2009-I |
| América                                              | Cali         | Pascual Guerrero                | 1927    | Torneo 2020          | 11                       |
| Boyacá Chicó                                         | Tunja        | Estadio La Independencia        | 2002    | Apertura 2008        | 7                        |
| Real Cartagena                                       | Cartagena    | Estadio Jaime Morón León        | 1971    | None                 | 10                       |
| Cucuta Deportivo                                     | Cúcuta       | General Santander Stadium       | 1949    | Clausura 2006        | 6                        |
| Deportivo Cali                                       | Cali         | Pascual Guerrero                | 1912    | Clausura 2021        | 4                        |
| Deportivo Pasto                                      | Pasto        | Estadio Departamental Libertad  | 1949    | Apertura 2006        | 16                       |
| Independiente Medellín                               | Medellín     | Estadio Atanasio Girardot       | 1914    | Apertura 2016        | 18                       |
| Envigado Fútbol Club                                 | Envigado     | Estadio Polideportivo Sur       | 1989    | None                 | 8                        |
| La Equidad                                           | Bogotá       | Estadio Metropolitano de Techo  | 1982    | None                 | 5                        |
| Atletico Huila                                       | Neiva        | Estadio Guillermo Plazas Alcid  | 1990    | None                 | 13                       |
| Junior                                               | Barranquilla | Estadio Metropolitano           | 1924    | Apertura 2019        | 9                        |
| Millonarios                                          | Bogotá       | Estadio El Campín               | 1946    | Clausura 2017        | 15                       |
| Atlético Nacional                                    | Medellín     | Estadio Atanasio Girardot       | 1951    | Apertura 2022        | 17                       |
| Once Caldas                                          | Manizales    | Estadio Palogrande              | 1961    | Clausura 2010        | Champions                |
| Deportivo Pereira                                    | Pereira      | Estadio Hernán Ramírez Villegas | 1944    | Clausura 2022        | 12                       |
| Deportes Quindío                                     | Armenia      | Estadio Centenario              | 1951    | 1956                 | 9                        |
| Santa Fe                                             | Bogotá       | Estadio El Campín               | 1941    | Clausura 2016        | 14                       |
| Deportes Tolima                                      | Ibagué       | Estadio Manuel Murillo Toro     | 1954    | Apertura 2021        | 3                        |

## Campioane ale Columbiei
| Sezon/An        | Campion                | Antrenor                 | Locul 2              |
| --------------- | ---------------------- | ------------------------ | -------------------- |
| 1948            | Santa Fe               | Carlos Carrillo Nalda    | Junior               |
| 1949            | Millonarios            | Carlos Aldabe            | Deportivo Cali       |
| 1950            | Once Caldas            | Alfredo Cuezzo           | Millonarios          |
| 1951            | Millonarios            | Adolfo Pedernera         | Boca Juniors de Cali |
| 1952            | Millonarios            | Adolfo Pedernera         | Boca Juniors de Cali |
| 1953            | Millonarios            | Adolfo Pedernera         | Deportes Quindío     |
| 1954            | Atlético Nacional      | Fernando Paternoster     | Deportes Quindío     |
| 1955            | Independiente Medellín | José Manuel Moreno       | Atlético Nacional    |
| 1956            | Deportes Quindío       | Jose Francisco Lombardo  | Millonarios          |
| 1957            | Independiente Medellín | René Seghini             | Deportes Tolima      |
| 1958            | Santa Fe               | Julio Tocker             | Millonarios          |
| 1959            | Millonarios            | Gabriel Ochoa Uribe      | Medellín             |
| 1960            | Santa Fe               | Julio Tocker             | América de Cali      |
| 1961            | Millonarios            | Gabriel Ochoa Uribe      | Medellín             |
| 1962            | Millonarios            | Gabriel Ochoa Uribe      | Deportivo Cali       |
| 1963            | Millonarios            | Gabriel Ochoa Uribe      | Santa Fe             |
| 1964            | Millonarios            | Efraín Sánchez           | Cúcuta Deportivo     |
| 1965            | Deportivo Cali         | Francisco Villegas       | Atlético Nacional    |
| 1966            | Santa Fe               | Gabriel Ochoa Uribe      | Medellín             |
| 1967            | Deportivo Cali         | Francisco Villegas       | Millonarios          |
| 1968            | Unión Magdalena        | Antonio Julio De La Hoz  | Deportivo Cali       |
| 1969            | Deportivo Cali         | Francisco Villegas       | América de Cali      |
| 1970            | Deportivo Cali         | Roberto Reskín           | Junior               |
| 1971            | Santa Fe               | Vladimir Popovic         | Atlético Nacional    |
| 1972            | Millonarios            | Gabriel Ochoa Uribe      | Deportivo Cali       |
| 1973            | Atlético Nacional      | César López Fretes       | Millonarios          |
| 1974            | Deportivo Cali         | Vladimir Popovic         | Atlético Nacional    |
| 1975            | Santa Fe               | Francisco Hormazábal     | Millonarios          |
| 1976            | Atlético Nacional      | Osvaldo Zubeldía         | Deportivo Cali       |
| 1977            | Junior                 | Juan Ramón Verón         | Deportivo Cali       |
| 1978            | Millonarios            | Pedro Dellacha           | Deportivo Cali       |
| 1979            | América de Cali        | Gabriel Ochoa Uribe      | Santa Fe             |
| 1980            | Junior                 | José Varacka             | Deportivo Cali       |
| 1981            | Atlético Nacional      | Osvaldo Zubeldía         | Deportes Tolima      |
| 1982            | América de Cali        | Gabriel Ochoa Uribe      | Deportes Tolima      |
| 1983            | América de Cali        | Gabriel Ochoa Uribe      | Junior               |
| 1984            | América de Cali        | Gabriel Ochoa Uribe      | Millonarios          |
| 1985            | América de Cali        | Gabriel Ochoa Uribe      | Deportivo Cali       |
| 1986            | América de Cali        | Gabriel Ochoa Uribe      | Deportivo Cali       |
| 1987            | Millonarios            | Luis Augusto García      | América de Cali      |
| 1988            | Millonarios            | Luis Augusto García      | Atlético Nacional    |
| 1989            | Campionat anulat       |                          |                      |
| 1990            | América de Cali        | Gabriel Ochoa Uribe      | Atlético Nacional    |
| 1991            | Atlético Nacional      | Hernán Darío Gómez       | América de Cali      |
| 1992            | América de Cali        | Francisco Maturana       | Atlético Nacional    |
| 1993            | Junior                 | Julio Avelino Comesaña   | Medellín             |
| 1994            | Atlético Nacional      | Juan Jose Pelaez         | Millonarios          |
| 1995            | Junior                 | Carlos "Piscis" Restrepo | América de Cali      |
| 1996            | Deportivo Cali         | Fernando Castro          | Millonarios          |
| 1997            | América de Cali        | Luis Augusto García      | Atlético Bucaramanga |
| 1998            | Deportivo Cali         | José Eugenio Hernández   | Once Caldas          |
| 1999            | Atlético Nacional      | Luis Fernando Suárez     | América de Cali      |
| 2000            | América de Cali        | Jaime de la Pava         | Junior               |
| 2001            | América de Cali        | Jaime de la Pava         | Medellín             |
| 2002-I          | América de Cali        | Jaime de la Pava         | Atlético Nacional    |
| 2002-II         | Medellín               | Víctor E. Luna           | Deportivo Pasto      |
| 2003-I          | Once Caldas            | Luis Fernando Montoya    | Junior               |
| 2003-II         | Deportes Tolima        | Luis Augusto García      | Deportivo Cali       |
| 2004-I          | Medellín               | Pedro Sarmiento          | Atlético Nacional    |
| 2004-II         | Junior                 | Miguel Ángel López       | Atlético Nacional    |
| 2005-I          | Atlético Nacional      | Santiago Escobar         | Santa Fe             |
| 2005-II         | Deportivo Cali         | Pedro Sarmiento          | Real Cartagena       |
| 2006-I          | Deportivo Pasto        | Óscar Héctor Quintabani  | Deportivo Cali       |
| 2006-II         | Cúcuta Deportivo       | Jorge Luis Pinto         | Deportes Tolima      |
| 2007-I          | Atlético Nacional      | Óscar Héctor Quintabani  | Atlético Huila       |
| 2007-II         | Atlético Nacional      | Óscar Héctor Quintabani  | La Equidad           |
| 2008-I          | Boyacá Chicó           | Alberto Gamero           | América de Cali      |
| 2008-II         | América de Cali        | Diego Edinson Umaña      | Medellín             |
| 2009-I          | Once Caldas            | Javier Álvarez           | Junior               |
| 2009-II         | Medellín               | Leonel Álvarez           | Atlético Huila       |
| 2010-I          | Junior                 | Diego Edinson Umaña      | La Equidad           |
| 2010-II         | Once Caldas            | Juan Carlos Osorio       | Deportes Tolima      |
| 2011-I          | Atlético Nacional      | Santiago Escobar         | La Equidad           |
| 2011-II         | Junior                 | José Eugenio Hernández   | Once Caldas          |
| 2012-I          | Santa Fe               | Wilson Gutiérrez         | Deportivo Pasto      |
| 2012-II         | Millonarios            | Hernán Torres            | Medellín             |
| 2013-I          | Atlético Nacional      | Juan Carlos Osorio       | Santa Fe             |
| 2013-II         | Atlético Nacional      | Juan Carlos Osorio       | Deportivo Cali       |
| 2014-I          | Atlético Nacional      | Juan Carlos Osorio       | Junior               |
| 2014-II         | Santa Fe               | Gustavo Costas           | Medellín             |
| 2015-I          | Deportivo Cali         | Fernando Castro          | Medellín             |
| 2015-II         | Atlético Nacional      | Reinaldo Rueda           | Junior               |
| 2016-I          | Medellín               | Leonel Álvarez           | Junior               |
| 2016-II         | Santa Fe               | Gustavo Costas           | Deportes Tolima      |
| 2017-I          | Atlético Nacional      | Reinaldo Rueda           | Deportivo Cali       |
| 2017-II         | Millonarios            | Miguel Ángel Russo       | Santa Fe             |
| 2018-I          | Deportes Tolima        | Alberto Gamero           | Atlético Nacional    |
| 2018-II         | Junior                 | Julio Avelino Comesaña   | Medellín             |
| 2019-I          | Junior                 | Julio Avelino Comesaña   | Deportivo Pasto      |
| 2019-II         | América de Cali        | Alexandre Guimaraes      | Junior               |
| Campeonato 2020 | América de Cali        | Juan Cruz Real           | Santa Fe             |
| 2021-I          | Deportes Tolima        | Hernán Torres            | Millonarios          |
| 2021-II         | Deportivo Cali         | Rafael Dudamel           | Deportes Tolima      |
| 2022-I          | Atlético Nacional      | Hernán Darío Herrera     | Deportes Tolima      |
| 2022-II         | Deportivo Pereira      | Alejandro Restrepo       | Medellín             |

## Statistici

### Clasamentul cluburilor din toate timpurile
| Locul | Clubul                 | Nr. de campionate | Nr. de locul 2 |
| ----- | ---------------------- | ----------------- | -------------- |
| 1°    | Millonarios            | 13                | 9              |
| 2°    | América de Cali        | 13                | 7              |
| 3°    | Atlético Nacional      | 10                | 10             |
| 4°    | Deportivo Cali         | 8                 | 12             |
| 5°    | Independiente Santa Fe | 6                 | 3              |
| 6°    | Atlético Junior        | 5                 | 6              |
| 7°    | Independiente Medellín | 4                 | 6              |
| 8°    | Once Caldas            | 3                 | 1              |
| 9°    | Deportes Tolima        | 1                 | 4              |
| 10°   | Deportes Quindío       | 1                 | 2              |
| 11°   | Cúcuta Deportivo       | 1                 | 1              |
| 12°   | Deportivo Pasto        | 1                 | 1              |
| 13°   | Unión Magdalena        | 1                 | 0              |
| 14°   | Boyacá Chicó           | 1                 | 0              |
| 15°   | Boca Juniors de Cali   | 0                 | 2              |
| 16°   | Atlético Bucaramanga   | 0                 | 1              |
| 17°   | Real Cartagena         | 0                 | 1              |
| 18°   | Atlético Huila         | 0                 | 1              |
| 19°   | La Equidad             | 0                 | 1              |

### Golgheterii campionatului
| Sezon/An | Naționalitate      | Jucător                                | Nr. de goluri | Echipa                                     |
| -------- | ------------------ | -------------------------------------- | ------------- | ------------------------------------------ |
| 1948     | Argentina          | Alfredo Castillo                       | 31            | Millonarios                                |
| 1949     | Argentina          | Pedro Cabillón                         | 42            | Millonarios                                |
| 1950     | Paraguay           | Casimiro Avalos                        | 27            | Deportivo Pereira                          |
| 1951     | Argentina          | Alfredo Di Stéfano                     | 31            | Millonarios                                |
| 1952     | Argentina          | Alfredo Di Stéfano                     | 19            | Millonarios                                |
| 1953     | Argentina          | Mario Garelli                          | 20            | Deportes Quindío                           |
| 1954     | Argentina          | Carlos Alberto Gambina                 | 21            | Atlético Nacional                          |
| 1955     | Argentina          | Felipe Marino                          | 22            | Medellín                                   |
| 1956     | Columbia           | Jaime Gutiérrez                        | 21            | Deportes Quindío                           |
| 1957     | Argentina          | José Vicente Grecco                    | 30            | Medellín                                   |
| 1958     | Argentina          | José Americo Montanini                 | 36            | Atlético Bucaramanga                       |
| 1959     | Argentina          | Felipe Marino                          | 35            | Medellín Cúcuta Deportivo                  |
| 1960     | Argentina          | Wálter Marcolini                       | 30            | Deportivo Cali                             |
| 1961     | Argentina          | Alberto Perazzo                        | 32            | Santa Fe                                   |
| 1962     | Uruguay            | José Omar Verdún                       | 36            | Cúcuta Deportivo                           |
| 1963     | Uruguay Argentina  | José Omar Verdún Omar Lorenzo Devanni  | 36            | Cúcuta Deportivo Atlético Bucaramanga      |
| 1964     | Argentina          | Omar Lorenzo Devanni                   | 28            | Unión Magdalena Atlético Bucaramanga       |
| 1965     | Argentina          | Perfecto Rodríguez                     | 38            | Medellín                                   |
| 1966     | Argentina          | Omar Lorenzo Devanni                   | 31            | Santa Fe                                   |
| 1967     | Argentina          | José María Ferrero                     | 38            | Millonarios                                |
| 1968     | Argentina          | José María Ferrero                     | 32            | Millonarios                                |
| 1969     | Argentina          | Hugo Horacio Londero                   | 24            | América de Cali                            |
| 1970     | Argentina Uruguay  | José María Ferrero Wálter Sossa        | 27            | Cúcuta Deportivo Santa Fe                  |
| 1971     | Argentina Paraguay | Hugo Horacio Londero Apolinar Paniagua | 27            | Cúcuta Deportivo Deportivo Pereira         |
| 1972     | Argentina          | Hugo Horacio Londero                   | 30            | Cúcuta Deportivo                           |
| 1973     | Uruguay            | Nelson Silva Pacheco                   | 36            | Cúcuta Deportivo Junior                    |
| 1974     | Brazilia           | Víctor Ephanor                         | 33            | Junior                                     |
| 1975     | Argentina          | Jorge Ramón Cáceres                    | 35            | Deportivo Pereira                          |
| 1976     | Argentina          | Miguel Ángel Converti                  | 33            | Millonarios                                |
| 1977     | Argentina          | Oswaldo Marcial Palavecino             | 33            | Atlético Nacional                          |
| 1978     | Argentina          | Oswaldo Marcial Palavecino             | 36            | Atlético Nacional                          |
| 1979     | Argentina          | Juan José Irigoyén                     | 36            | Millonarios                                |
| 1980     | Argentina          | Sergio Cierra                          | 26            | Deportivo Pereira                          |
| 1981     | Argentina          | Víctor Hugo del Río                    | 29            | Deportes Tolima                            |
| 1982     | Argentina          | Miguel Oswaldo González                | 27            | Atlético Bucaramanga                       |
| 1983     | Argentina          | Hugo Gottardi                          | 29            | Santa Fe                                   |
| 1984     | Argentina          | Hugo Gottardi                          | 23            | Santa Fe                                   |
| 1985     | Argentina          | Miguel Oswaldo González                | 34            | Deportivo Cali                             |
| 1986     | Argentina          | Héctor Sossa                           | 23            | Medellín                                   |
| 1987     | Chile              | Jorge Aravena                          | 23            | Deportivo Cali                             |
| 1988     | Columbia           | Sergio Angulo                          | 29            | Santa Fe                                   |
| 1989     | Campionat anulat   |                                        |               |                                            |
| 1990     | Columbia           | Anthony de Ávila                       | 25            | América de Cali                            |
| 1991     | Columbia           | Iván René Valenciano                   | 30            | Atletico Junior                            |
| 1992     | Columbia           | John Jairo Tréllez                     | 25            | Atlético Nacional                          |
| 1993     | Columbia           | Miguel Guerrero                        | 34            | Atletico Junior                            |
| 1994     | Columbia           | Rubén Darío Hernández                  | 32            | Medellín Deportivo Pereira América de Cali |
| 1995     | Columbia           | Iván René Valenciano                   | 24            | Atletico Junior                            |
| 1995/96  | Columbia           | Iván René Valenciano                   | 36            | Atletico Junior                            |
| 1996/97  | Columbia           | Hamilton Ricard                        | 36            | Deportivo Cali                             |
| 1998     | Columbia           | Víctor Bonilla                         | 37            | Deportivo Cali                             |
| 1999     | Argentina          | Sergio Galván                          | 26            | Once Caldas                                |
| 2000     | Columbia           | Carlos Castro                          | 24            | Millonarios                                |
| 2001     | Columbia           | Carlos Castro Jorge Serna              | 29            | Millonarios Medellín                       |
| 2002-I   | Columbia           | Luis Zuleta                            | 13            | Unión Magdalena                            |
| 2002-II  | Columbia           | Orlando Ballesteros                    | 13            | Atlético Bucaramanga                       |
| 2003-I   | Columbia           | Arnulfo Valentierra                    | 13            | Once Caldas                                |
| 2003-II  | Columbia           | Léider Preciado                        | 17            | Deportivo Cali                             |
| 2004-I   | Columbia           | Sergio Herrera                         | 13            | América de Cali                            |
| 2004-II  | Columbia           | Leonardo Fabio Moreno                  | 15            | América de Cali                            |
| 2005-I   | Columbia           | Víctor Hugo Aristizábal                | 16            | Atlético Nacional                          |
| 2005-II  | Columbia           | Jámerson Rentería Hugo Rodallega       | 12            | Real Cartagena Deportivo Cali              |
| 2006-I   | Columbia           | Jorge Díaz                             | 15            | Cúcuta Deportivo                           |
| 2006-II  | Columbia           | Diego Álvarez                          | 11            | Medellín                                   |
| 2007-I   | Columbia Argentina | Freddy Montero Sergio Galván Rey       | 13            | Atlético Huila Atlético Nacional           |
| 2007-II  | Columbia           | Dayro Moreno                           | 16            | Once Caldas                                |
| 2008-I   | Columbia Argentina | Ivan Velásquez Miguel Caneo            | 13            | Deportes Quindio Boyacá Chicó              |
| 2008-II  | Columbia           | Freddy Montero                         | 16            | Deportivo Cali                             |
| 2009-I   | Columbia           | Teófilo Gutiérrez                      | 16            | Atlético Junior                            |

### Titluri câștigate după decadă
| 1940 | Clubul                              |
| 1    | Independiente Santa Fe, Millonarios |

| 1950 | Clubul                                                                   |
| 4    | Millonarios                                                              |
| 2    | Independiente Medellín                                                   |
| 1    | Once Caldas, Atlético Nacional, Deportes Quindío, Independiente Santa Fe |

| 1960 | Clubul                 |
| 4    | Millonarios            |
| 3    | Deportivo Cali         |
| 2    | Independiente Santa Fe |
| 1    | Unión Magdalena        |

| 1970 | Clubul                                                                 |
| 2    | Deportivo Cali, Independiente Santa Fe, Millonarios, Atlético Nacional |
| 1    | Atlético Junior, América de Cali                                       |

| 1980 | Clubul                    |
| 5    | América de Cali           |
| 2    | Millonarios               |
| 1    | Junior, Atlético Nacional |

- Campionat suspendat în 1989

| 1990 | Clubul                             |
| 3    | América de Cali, Atlético Nacional |
| 2    | Atlético Junior, Deportivo Cali    |

| 2000 | Clubul                                                                                            |
| 4    | América de Cali                                                                                   |
| 3    | Atlético Nacional, Independiente Medellín                                                         |
| 2    | Once Caldas                                                                                       |
| 1    | Deportes Tolima, Atlético Junior, Deportivo Cali, Deportivo Pasto, Cúcuta Deportivo, Boyacá Chico |

| 2010 | Clubul                                                                                |
| 6    | Atlético Nacional                                                                     |
| 4    | Atlético Junior                                                                       |
| 3    | Independiente Santa Fe                                                                |
| 2    | Millonarios                                                                           |
| 1    | Once Caldas, Deportivo Cali, Independiente Medellín, Deportes Tolima, América de Cali |

| 2020 | Clubul                                                                                 |
| 1    | América de Cali, Deportes Tolima, Deportivo Cali, Atlético Nacional, Deportivo Pereira |